# Costipamento
Il costipamento è un'operazione di riassetto del terreno, con la quale viene aumentata la compattezza, riducendo il volume degli spazi vuoti.
Il parametro che definisce il grado di addensamento del terreno è la massa volumica secca, pari al rapporto tra la massa secca del terreno e il suo volume:
{\displaystyle \gamma _{s}=G_{s}/V}
Viene attuato, manualmente o meccanicamente, battendo il terreno con dispositivi, quali magli, costipatori, pestelli e mazzeranghe, capaci di vincere l'attrito fra le particelle, rompendo le zolle e conglomerandole.
Nell'operazione si può anche modificare l'umidità del terreno per raggiungere un valore ottimale, in modo da effettuare il costipamento con la minore quantità di energia possibile.
La funzione del costipamento è quella di evitare il cedimento delle scarpate, rinforzando in più il sottosuolo di una fondazione.
Il grado di addensamento da raggiungere è determinato in laboratorio dalla prova Proctor.
Questa prova è normata dall'American Association for State Highways and Transportation Officials (A.A.S.H.T.O.) e permette di misurare il grado di addensamento raggiungibile al variare dell'umidità del terreno, nonché il massimo grado di addensamento raggiungibile da un determinato terreno ({\displaystyle \gamma _{smax}}) e il valore di umidità ad esso corrispondente ({\displaystyle w_{opt}}).
Generalmente i capitolati d'appalto richiedono di raggiungere con il costipamento un valore pari al 90 o 95% di {\displaystyle \gamma _{s}max}.
In base alla prova Proctor si decide se bagnare il terreno o se farlo asciugare arandolo, inoltre si determina il macchinario da usare a seconda dell'energia necessaria.
Durante i lavori si misura il grado di addensamento raggiunto con la prova del cono di sabbia e in base al risultato si decide se proseguire con l'operazione o se si è raggiunta la compattezza desiderata.